# Thecocarcelia nigrapex
Thecocarcelia nigrapex là một loài ruồi trong họ Tachinidae.